# 樊毅
樊毅（?—?），字智烈。南陽郡湖陽县（治今河南唐河西南湖阳镇）人，南朝梁、南朝陳将领。南梁散騎常侍、信武将軍、益州刺史樊文熾之子。

## 生平
樊毅出身将门，少习武，善骑射。侯景之乱时，随叔父樊文皎率部曲援救建康台城。樊文皎在青溪阵亡，樊毅率一族子弟到达江陵，隶属于王僧辩，讨伐河東王蕭誉。以功績任假節、威戎将軍、右中郎将。
代其兄樊俊为梁興郡太守，兼三州遊軍，随宜丰侯萧循讨湘州陆纳。到达巴陵，安营未整，陸納夜襲，蕭循大軍混乱，军情危急时，樊毅指挥若定，身先士卒，与敌肉搏，奮战斩杀十余人，平定混乱。以功績受位持節、通直散騎常侍、貞威将軍，封夷道县伯。担任天門郡太守，進爵为侯。西魏軍包围江陵，樊毅率兵救援江陵，江陵陷落，樊毅被岳陽王蕭詧擒获。久后逃回。
南陳建立，樊毅和弟弟樊猛响应王琳起兵。王琳战败，樊毅随王琳奔北齐，南陳太尉侯瑱派使者招降樊毅，樊毅率子弟、部曲归顺陳朝。561年（天嘉二年），受位通直散騎常侍，随侯瑱攻打巴州、湘州，累進武州刺史。569年（太建元年），转任丰州刺史，封高昌县侯。入朝为左衛将軍。573年（太建五年）、陳軍北伐，樊毅率兵攻下广陵楚子城。在潁口击破北齐軍，在滄陵击破北齐援軍。575年（太建七年）攻下潼州、下邳、高栅六城。呂梁之战陳軍战敗，樊毅为大都督，進平北将軍，率兵渡淮水，面对清口築城，与北周軍对峙。连绵之雨使城墙毁坏，樊毅全軍撤退。转任中領軍。579年（太建十一年），北周梁士彦率兵包围寿陽，樊毅为都督北討諸軍事，率水軍入焦湖。担任鎮西将軍、都督荊郢巴武四州水陸諸軍事。580年（太建十二年），进位督沔漢諸軍事，因公務原因免官。581年（太建十三年），召還任中護軍。出任護軍将軍、荊州刺史。
582年（太建十四年），陳後主即位，進位征西将軍，改封逍遙郡公。入朝为侍中、護軍将軍。589年（禎明三年）隋軍渡長江，樊毅建议僕射袁憲，在京口、采石要地布置精鋭、加强防守，諸将赞成。施文慶封锁隋軍情報，樊毅的作战计划没有实行。建康陷落后，南陈灭亡，樊毅入关中，不久去世。

## 延伸阅读
[在维基数据编辑]
 《陳書/卷31》，出自姚思廉《陳書》
 《南史·卷67》，出自李延壽《南史》